# Ожикур
Ожику́р (фр. Augicourt) — коммуна во Франции, находится в регионе Франш-Конте. Департамент — Верхняя Сона. Входит в состав кантона Комбофонтен. Округ коммуны — Везуль.
Код INSEE коммуны — 70035.

## География
Коммуна расположена приблизительно в 290 км к юго-востоку от Парижа, в 60 км севернее Безансона, в 26 км к северо-западу от Везуля.

## Население
Население коммуны на 2010 год составляло 168 человек.
| 1962 | 1968 | 1975 | 1982 | 1990 | 1999 | 2010 |
| ---- | ---- | ---- | ---- | ---- | ---- | ---- |
| 227  | 203  | 182  | 168  | 149  | 142  | 168  |

## Администрация
| Период | Период | Фамилия        | Партия | Примечания |
| ------ | ------ | -------------- | ------ | ---------- |
| 2001   | 2008   | Андре Абишер   |        |            |
| 2008   | 2014   | Бландин Абишер |        |            |

## Экономика
В 2010 году среди 96 человек трудоспособного возраста (15—64 лет) 74 были экономически активными, 22 — неактивными (показатель активности — 77,1 %, в 1999 году было 62,0 %). Из 74 активных жителей работали 67 человек (40 мужчин и 27 женщин), безработных было 7 (4 мужчины и 3 женщины). Среди 22 неактивных 5 человек были учениками или студентами, 11 — пенсионерами, 6 были неактивными по другим причинам.